# Nina Ricci
Nina Ricci, eredeti neve Maria Adélaïde Nielli (Torino, 1883. január 14. – Párizs, 1970. november 30.) olasz származású francia divattervező, illetve a nevét viselő divatház.

## A tervező
Szülővárosából ötévesen került Firenzébe, tizenkét évesen Franciaországba. Férje Luigi Ricci, 1905-ben született Robert fiuk. Mielőtt saját divatházát megalapította volna, a párizsi Raffin-háznál dolgozott tervezőként. Alkotó élete javát Morlaix-ben töltötte, egy folyóparti art déco villában. Haute couture tevékenysége mellett parfümöket is tervezett (a legnevesebb az Air du Temps, más forrás ezt fiának tulajdonítja), olyan munkatársakkal dolgozott együtt, mint Andy Warhol. Tervezői stílusát romantikusként és hangsúlyosan nőiesként értékelték.

## A divatház
A Nina Ricci-divatházat a névadó Maria "Nina" Ricci és Robert fia Párizsban alapította 1932-ben. Nina Ricci a művészeti vezetést látta el, míg fia az üzletmenetért felelt. A második világháború után a tervezők iparáguk  megújulásának útjait keresték. Az haute couture népszerűsítésére 1945-ben Robert Ricci nagyszabású akciót tervezett, negyven vezető párizsi szabász (köztük olyan kortárs hírességek, mint a Balenciaga és a Gres-divatházak) 150 manökennnel tartottak monstre bemutatót a Louvre-nál. Az óriási siker után európai és tengerentúli turnéra indultak. Robert 1946-ban tervezte első illatát, a Cœur Joie-t. Ezt 1948-ban a nagy siker az Air du Temps  követte, melynek diadalútja máig tart. Nina Riccit visszavonulása után a cég vezetésében a belga Jules-François Crahay  követte, aki 1963-ban a Lanvin-házhoz távozott, utódja Gérard Pipart lett, a Balmain, Fath és Patou-divatházak korábbi munkatársa. Nina Ricci 1970-es halála után Pipart lett a divatház vezetője. Robert Ricci  a parfümtervezést és az üzleti/pénzügyi szekciót vezetett tovább  1988-ban bekövetkezett haláláig. A rákövetkező évben egy szakmai befektető családi holdingja vásárolta fel a divatházat, az új művészeti vezető Nathalie Gervais lett, ő a 2001 őszi kollekciót jegyezte utoljára. 2002-től két szezonra  az amerikai  James Aguilar  , majd 2003  végétől 2006-ig Lars Nilsson, azóta a belga  Olivier Theyskens felel a Ricci márkanév minőségéért.

## Ricci-illatok
- 1946 Cœur Joie (női)
- 1949 L'Air du Temps
- 1949 Douce
- 1956 Fille d'Eve (női)
- 1960 Capricci (női)
- 1965 Signor Ricci (ffi)
- 1967 Mademoiselle Ricci (női)
- 1967 Capricci de Capricci (női)
- 1971 Bigarade (női)
- 1973 Farouche (női)
- 1976 Signor Ricci 2 (ffi)
- 1982 Fleur de Fleur (női)
- 1982 Eau de Fleurs (női)
- 1984 Phileas (ffi)
- 1987 Nina (női)
- 1989 Ricci Club (női)
- 1989 Ricci Club (ffi)
- 1994 Deci Dela
- 1996 Belles de Ricci (Liberte Acidulel (női)
- 1999 Belles de Ricci (L'Almond Amour)(női)
- 1999 Belles de Ricci (Delice d'Epices)(női)
- 1999 Belles de Minuit (női)
- 2000 Belle de Minuit
- 2000 Premier Jour (női)
- 2002 Memoire d'Homme (ffi)
- 2003 Premier Jour Frisson d'Ete (női)
- 2004 Love in Paris (női)
- 2004 Love Fills l'Air du Temps (női)
- 2004 Les Belles de Ricci (Cherry Fantasy) (női)
- 2004 Premier Jour Soleil (női)
- 2005 Premier Jour Lucky Day (női)
- 2006 L'Air du Temps Colombes Couleur (női)
- 2006 Love in Paris Christmas 2006 (női)
- 2006 Nina (női)
- 2007 L'Eau du Temps (női)

## Külső hivatkozások
- designerhistory.com
- nina-ricci.fr
- Divattervező.lapozz.hu